# Гутьєррес (Техас)
Гутьєррес (англ. Gutierrez) — переписна місцевість (CDP) в США, в окрузі Старр штату Техас. Населення — 69 осіб (2020).

## Географія
Гутьєррес розташований за координатами 26°20′26″ пн. ш. 98°37′58″ зх. д. / 26.34056° пн. ш. 98.63278° зх. д. (26.340527, -98.632890).  За даними Бюро перепису населення США в 2010 році переписна місцевість мала площу 0,13 км², уся площа — суходіл.

## Демографія
Згідно з переписом 2010 року, у переписній місцевості мешкало 79 осіб у 22 домогосподарствах у складі 19 родин. Густота населення становила 592 особи/км².  Було 24 помешкання (180/км²).
Расовий склад населення:
| - 88,6 % — білих - 11,4 % — осіб інших рас |

До двох чи більше рас належало 0,0 %. Частка іспаномовних становила 100,0 % від усіх жителів.
За віковим діапазоном населення розподілялося таким чином: 32,9 % — особи молодші 18 років, 59,5 % — особи у віці 18—64 років, 7,6 % — особи у віці 65 років та старші. Медіана віку мешканця становила 25,5 року. На 100 осіб жіночої статі у переписній місцевості припадало 139,4 чоловіків;  на 100 жінок у віці від 18 років та старших — 103,8 чоловіків також старших 18 років.
Цивільне працевлаштоване населення становило 6 осіб. 